# Harmonie-Gesellschaft (Magdeburg)

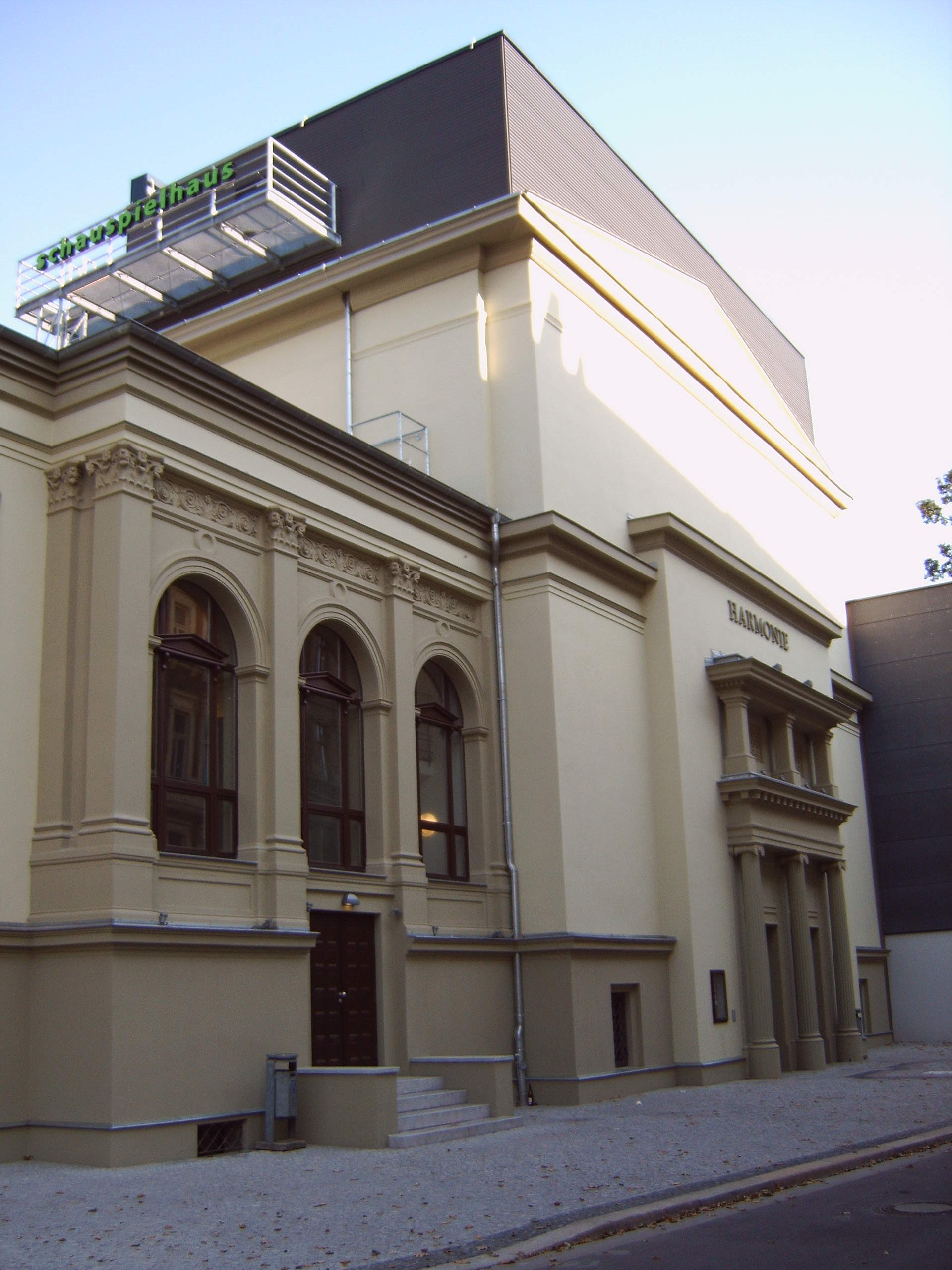
Heutiges Schauspielhaus, ehemaliger Vereinssitz, mit dem Schriftzug „Harmonie“

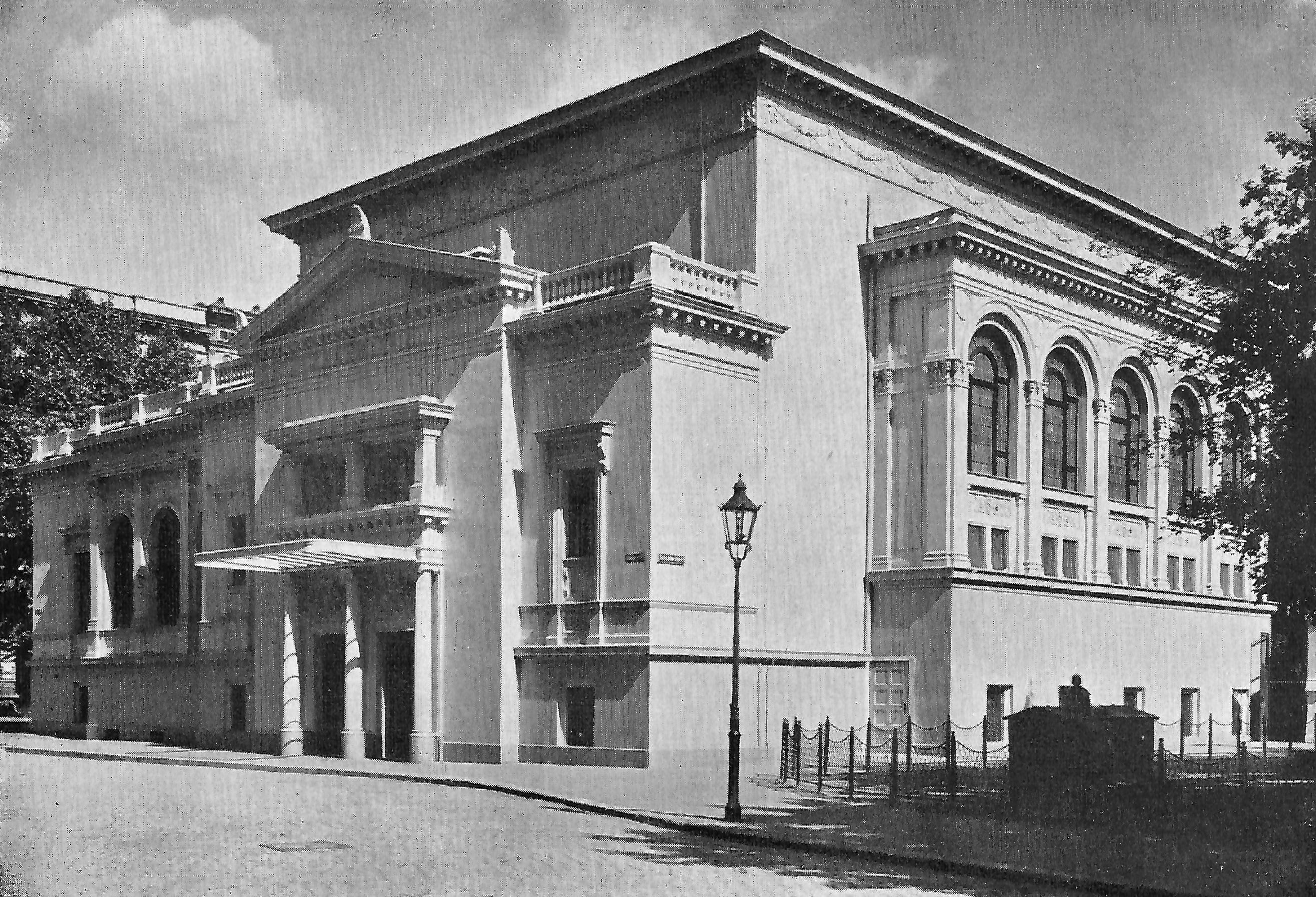
Gebäude in den 1920er Jahren

Die Harmonie-Gesellschaft war ein geselliger Verein in Magdeburg, der das kulturelle Leben der Stadt über fast zwei Jahrhunderte mitprägte.
Die Gründung der Gesellschaft erfolgte am 1. Oktober 1783. Der erste Vereinssitz befand sich auf dem Grundstück Peterstraße 1. Die Mitgliedschaft des Vereins bestand im Wesentlichen aus der bürgerlichen Oberschicht der Stadt. Garantiert wurde diese Exklusivität durch hohe Mitgliedsbeiträge und eine Begrenzung der Mitgliedszahl. Laut Satzung hatte der Verein die „Beförderung des geselligen Vergnügens, besonders durch Unterhaltung, Lectüre, Spiele, Concerte und Bälle“ zum Ziel.
Neben Tischgesellschaften wurden im Sommer Konzerte im Saal oder im Garten gegeben. Im Winter fanden Bälle und Theateraufführungen statt.
1878 öffnete sich der Verein auch für Offiziere der Garnison und königliche oder kaiserliche Beamte.

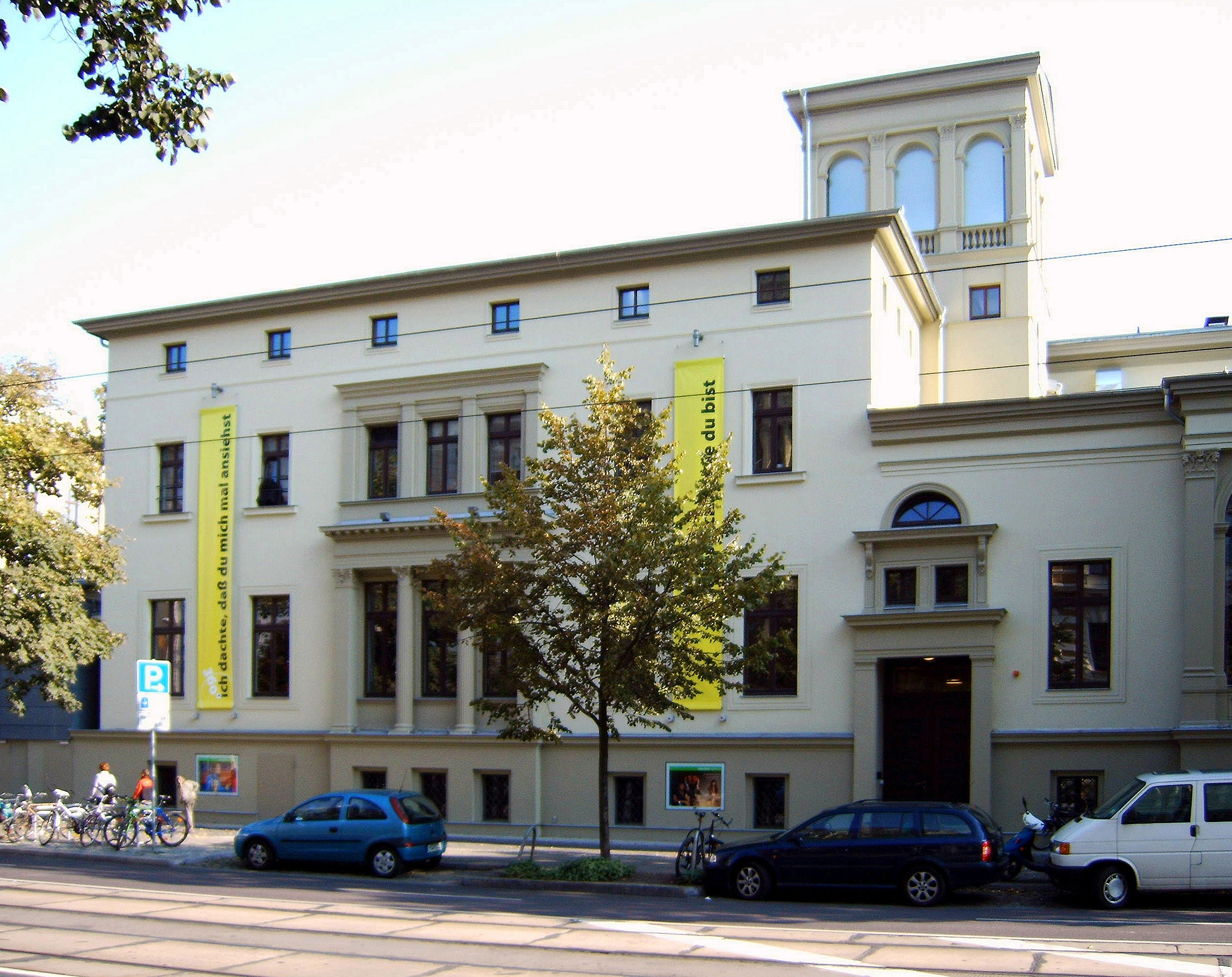
Klusemannsche Villa, heute Schauspielhaus

Das Vereinsgebäude an der Peterstraße wurde 1904 an die Stadt Magdeburg verkauft. 1907 erwarb der Verein als neues Domizil die sogenannte Klusemannsche Villa an der Kaiserstraße (heute Otto-von-Guericke-Straße 64). An dem erhaltenen Gebäude befindet sich noch der Schriftzug „Harmonie“, der auf den ehemaligen Vereinssitz hinweist. Das Gebäude wurde vom Verein wesentlich erweitert. In dieser Zeit zählte die Gesellschaft zwischen 400 und 500 Mitglieder.

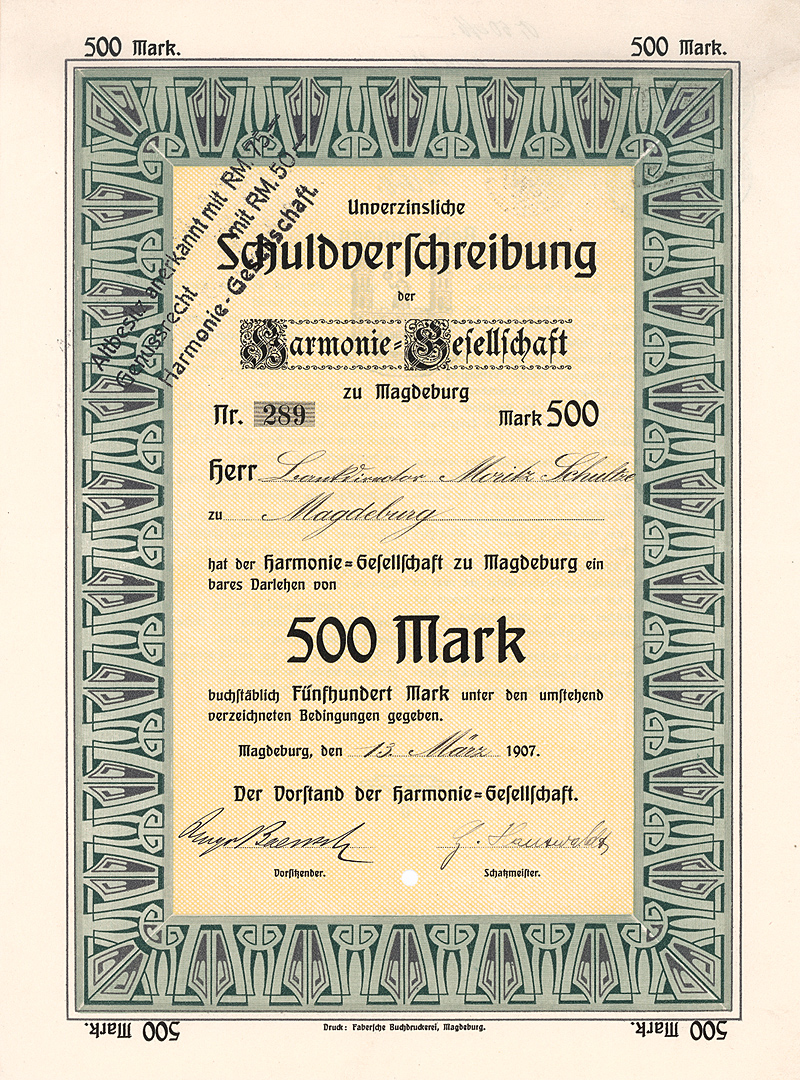
Schuldverschreibung über 500 Mark der Harmonie-Gesellschaft zu Magdeburg vom 13. März 1907

Die Gesellschaft bestand bis zum Ende des Zweiten Weltkriegs fort. Nachdem Magdeburg im April 1945 durch US-amerikanische Truppen eingenommen worden war, richtete die US-Armee hier ein Theater ein. Bis heute erfolgt die Nutzung des Gebäudes als Spielstätte durch das theater magdeburg.